# Kasper Nissen
Kasper Nissen (Varde, Dinamarca, 30 de agosto de 1997) es un futbolista danés. Juega de delantero y su equipo actual es el Sogndal de la Tippeligaen.

## Selección
| Selección        | Sede  | Año  | PJ | Goles |
| ---------------- | ----- | ---- | -- | ----- |
| Selección Sub-17 | Malta | 2014 | 1  | 0     |

## Clubes
| Club                   | País      | Año           | PJ | Goles |
| ---------------------- | --------- | ------------- | -- | ----- |
| Esbjerg fB (Juveniles) | Dinamarca | 2016          |    |       |
| Nest-Sotra             | Noruega   | 2016          |    |       |
| Sogndal                | Noruega   | 2017-presente | 0  | 0     |